# كاستيغيو (بافيا)
كاستيغيو (بالإيطالية: Casteggio)‏ هي بلدة تقع في مقاطعة بافيا بإقليم لومبارديا في شمال إيطاليا. تبلغ مساحة هذه المدينة 17.78 (كم²)، وترتفع عن سطح البحر 90 م، بلغ عدد سكانها 6413 نسمة في عام 2005 حسب إحصاء المعهد الوطني للإحصاء.

## السكان
في سنة 1861 بلغ عدد السكان 3٬238 نسمة، وتطور العدد ليصل في سنة 2011 لـ 6٬836 نسمة.
يظهر هذا المخطط البياني تطور النمو السكاني لـ كاستيغيو (بافيا)

## وصلات خارجية
- الموقع الرسمي